# Asclettino II Drengot
Asclettino II Drengot o Asclettino d’Aversa (... – 1045/6) è stato un cavaliere medievale normanno, figlio di Asclettino I conte di Acerenza e nipote di Rainulfo Drengot, a cui succedette nel titolo di conte d’Aversa e duca di Gaeta.
Asclettino II succedette nel 1045 allo zio Rainulfo nel titolo di conte d'Aversa e duca di Gaeta, investito della contea dal suo signore, Guaimario IV principe di Salerno. 
Ma i nobili di Gaeta elessero loro duca il longobardo Atenolfo, conte d'Aquino. Guaimario, signore sia di Gaeta che di Aversa e di cui Rainulfo era stato vassallo, intervenne per conto di Asclettino II, attaccando Atenolfo che sconfisse e prese prigioniero: successivamente Guaimario liberò Atenolfo e lo confermò duca di Gaeta in cambio della liberazione di Richerio, abate di Montecassino, catturato da Landone che nel frattempo, insieme a Pandolfo il lupo degli Abruzzi, aveva attaccato le terre dell'Abbazia di Montecassino.
Asclettino II governò dunque solo pochi mesi e morì prematuramente durante questi eventi. Gli successe il cugino Rainulfo Trincanotte.
Successivamente suo fratello minore, Riccardo ereditò il titolo e portò alla famiglia anche il Principato di Capua.